# سنت کلمب میجر
latitudeسنت کلمب میجرlongitudeسنت کلمب میجر
سنت کولومب ماجور (به انگلیسی: St Columb Major) یک شهرک در بریتانیا است که در انگلستان واقع شده‌است.

## خصوصیات
سنت کولومب ماجور ۳٬۹۸۴ نفر جمعیت دارد.